# Oenothera pedunculifolia
Oenothera pedunculifolia är en dunörtsväxtart som beskrevs av W. Dietrich. Oenothera pedunculifolia ingår i släktet nattljussläktet, och familjen dunörtsväxter. Inga underarter finns listade i Catalogue of Life.